# Mahomet, Illinois
Mahomet är en ort (village) i Champaign County, i delstaten Illinois, USA. Enligt United States Census Bureau har orten en folkmängd på 7 282 invånare (2011) och en landarea på 23,4 km².